# RASSF8
RASSF8 (англ. Ras association domain family member 8) – білок, який кодується однойменним геном, розташованим у людей на короткому плечі 12-ї хромосоми. Довжина поліпептидного ланцюга білка становить 419 амінокислот, а молекулярна маса — 48 327.
| 10         |  | 20         |  | 30         |  | 40         |  | 50         |
| ---------- |  | ---------- |  | ---------- |  | ---------- |  | ---------- |
| MELKVWVDGV |  | QRIVCGVTEV |  | TTCQEVVIAL |  | AQAIGRTGRY |  | TLIEKWRDTE |
| RHLAPHENPI |  | ISLNKWGQYA |  | SDVQLILRRT |  | GPSLSERPTS |  | DSVARIPERT |
| LYRQSLPPLA |  | KLRPQIDKSI |  | KRREPKRKSL |  | TFTGGAKGLM |  | DIFGKGKETE |
| FKQKVLNNCK |  | TTADELKKLI |  | RLQTEKLQSI |  | EKQLESNEIE |  | IRFWEQKYNS |
| NLEEEIVRLE |  | QKIKRNDVEI |  | EEEEFWENEL |  | QIEQENEKQL |  | KDQLQEIRQK |
| ITECENKLKD |  | YLAQIRTMES |  | GLEAEKLQRE |  | VQEAQVNEEE |  | VKGKIGKVKG |
| EIDIQGQQSL |  | RLENGIKAVE |  | RSLGQATKRL |  | QDKEQELEQL |  | TKELRQVNLQ |
| QFIQQTGTKV |  | TVLPAEPIEI |  | EASHADIERE |  | APFQSGSLKR |  | PGSSRQLPSN |
| LRILQNPISS |  | GFNPEGIYV  |  |            |  |            |  |            |

A: Аланін

C: Цистеїн

D: Аспарагінова кислота

E: Глутамінова кислота

F: Фенілаланін

G: Гліцин

H: Гістидин

I: Ізолейцин

K: Лізин

L: Лейцин

M: Метіонін

N: Аспарагін

P: Пролін

Q: Глутамін

R: Аргінін

S: Серин

T: Треонін

V: Валін

W: Триптофан

Кодований геном білок за функцією належить до фосфопротеїнів. 
Задіяний у такому біологічному процесі, як альтернативний сплайсинг. 